# Треворит
Треворит (NiFe2O4) — (англ. Trevorite) минерал класса окислов и гидроокислов, назван по имени Т. Тревора — горного инспектора в Трансваале. Синонимы — треволит, никельмагнетит.

## Свойства минерала

### Структура и морфология кристаллов
Кубическая сингония. Пространственная группа — Fd3m; Параметр ячейки ({\displaystyle a_{2}}) = 0.843 нм, 0.833 нм для искусственного Треворита. Число формульных единиц = 8. Структура обычной шпинели. Точечная группа — m3m ({\displaystyle 3L_{4}4L_{3}6L_{2}9PC}).

### Физические свойства и физико-химические константы
Твердость по шкале Мооса — 5. Удельный вес — 5,165 (5,368 для искусственного). Цвет чёрный с зеленоватым оттенком до буровато-черного. Черта бурая. Блеск полуметаллический. Непрозрачен. Сильно магнитен. Намагниченная насыщенность 240 гс. Точка Кюри — 590 °С. Теплота образования (—) 258 ккал/моль; изобарные потенциалы образования при 300 °К (—) 232,7 ккал/моль, при 500 °К (—) 217,84, при 900 °К (—) 188 ккал/моль.

### Микроскопическая характеристика
Изотропен. Отражательная способность неориентированного образца треворита (в %): 25,8 (470 {\displaystyle m\mu }); 22,2 (520 {\displaystyle m\mu }); 18,0 (575 {\displaystyle m\mu }); 20,2 (600 {\displaystyle m\mu }); 18,7 (700 {\displaystyle m\mu }).

### Химический состав
Теоретический состав: NiO — 31,78 %; Fe2O3 — 63,18 %.

## Нахождение
Исключительно редок. Найден среди тальковых пород в Бон-Аккорде (Гаутенг, ЮАР) с миллеритом и никель-содержащим силикатом, близким к тальку. Обнаружен в метеорите Ренаццо (Италия).

## Искусственное получение
Получен при нагревании до 1400 °С смеси порошков NiO и Fe2O3 в стехиометрическом соотношении.